# Todd Estes
Todd Estes (* Januar 1976) ist ein US-amerikanischer Pokerspieler. Er ist zweifacher Braceletgewinner der World Series of Poker.

## Pokerkarriere

### Werdegang
Estes stammt aus Milford im US-Bundesstaat Michigan. Er spielt vorrangig Cash Games und nur selten Live-Pokerturniere. Seine erste Geldplatzierung erzielte der Amerikaner im Oktober 2019 beim Main Event der Michigan State Championship in Battle Creek. Bei diesem Turnier belegte er Mitte Mai 2022 den 23. Platz und erhielt sein bislang höchstes Live-Preisgeld von knapp 15.000 US-Dollar. Mitte Juni 2022 war Estes erstmals bei der World Series of Poker (WSOP) erfolgreich und gewann unter seinem Nickname Rooster_777 ein auf der Onlinepoker-Plattform WSOP.com MI ausgespieltes Turnier der Variante No Limit Hold’em. Er setzte sich beim Ultra Deepstack gegen 274 andere Spieler durch und erhielt ein Bracelet sowie den Hauptpreis von knapp 30.000 US-Dollar. Auch bei der WSOP 2023 entschied er auf der Plattform ein Event für sich und sicherte sich beim Bankroll Builder knapp 20.000 US-Dollar sowie sein zweites Bracelet.
Insgesamt hat sich Estes mit Poker bei Live-Turnieren knapp 30.000 US-Dollar erspielt.

### Braceletübersicht
Estes kam bei der WSOP fünfmal ins Geld und gewann zwei Bracelets:
| Jahr | Buy-in (in $) | Turnier                                      | Teilnehmer | Preisgeld (in $) |
| ---- | ------------- | -------------------------------------------- | ---------- | ---------------- |
| 2022 | 400           | WSOP.com MI No-Limit Hold’em Ultra Deepstack | 275        | 27.896           |
| 2023 | 500           | WSOP.com MI NL Hold’em Bankroll Builder      | 178        | 18.623           |